# Georgi Pulevski
Georgi Pulevski, o Gjorgji Pulevski  (in macedone Ѓорѓи Пулевски o Ѓорѓија Пулевски?, in bulgaro Георги Пулевски?; Galičnik, 1817 – Sofia, 13 febbraio 1893), è stato uno scrittore e rivoluzionario macedone.
È noto per essere il primo autore ad aver manifestato pubblicamente l'idea di una nazione macedone distinta da quella bulgara, nonché l'esistenza di una lingua macedone separata da quella bulgara.

Firma di Georgi Pulevski

## Biografia
Pulevski nacque nel 1817 nella regione di Mijačija.
Nel 1875 pubblicò a Belgrado un libro intitolato Rečnik od tri jezika, Речник од три језика ("Dizionario delle tre lingue").
Nel 1862 Pulevski lottò come membro della legione bulgara durante il bombardamento di Belgrado ordinato del comandante turco.
La definizione di un'identità etnica macedone è emersa dagli scritti di George Pulevski, che identificava l'esistenza di una lingua e una nazione macedone moderna.